# Aeroportul Fuyang Xiguan
Aeroportul Fuyang Xiguan (IATA: FUG, ICAO: ZSFY) este un aeroport din Anhui, Republica Populară Chineză ce deservește zona Fuyang⁠(d). Aeroportul a fost tranzitat în 2022 de 459.524 de pasageri. A fost deschis în 28 decembrie 1998.
Aeroportul dispune de o singură pistă.